# ファッション
ファッション（英: fashion、英語発音: [ˈfæʃən] ファシャン。仏: mode、フランス語発音: [mɔd] モッド）とは、ある時点において広く行われているスタイルや風習のことである。
特に、人々の間で流行している服装を指すが、装いに関係する装身具、美容（理容、髪型、化粧）、香水などもファッションの範疇である。さらに広義には音楽などの文化やライフスタイルまでも包括しうる。
「ファッショナブル」や「おしゃれ」といった表現は、ある人や物が最新の、もしくは最新ではなくとも評判の良い様式に沿っているか否かを指し示すのに用いられる。

## 概要
一般に人は地理条件、性別、年齢、社会階層、職業、思想や嗜好等を反映した服装を着用するが、それと同時に文化的に影響力のあるステータスを持つ人々が何か新しい、もしくはそれまでと違った衣服を着用し、他の人々がそれに追随しはじめた時、ファッションの流行は始まる。服飾の流行は全世界的に見られるが、法律や宗教、道徳等による服装規範が相対的に緩く、服装の選択肢も広い現代の西洋的な市民社会においては、その変動は特に激しく、またそれらの流行を利用した衣料品産業が巨大産業を形成している。最新のファッションに盲目的に追随する人は「ファッショニスタ」（fashionista）とか、ファッション中毒等と呼ばれる。また、ロラン・バルトによれば、さまざまなファッションを着て見せびらかすという営為の体系は、さまざまなファッション文をファッションの文法を用いて組み合わせるファッション言語とも見做せる。
流行したファッションは、隆盛から衰退に至る一連のサイクルの中で消滅することが常であり、また生産者や企業も頻繁なモデルチェンジを行って新しい流行を仕掛け、買い替え需要を促すが、中には、以後も完全に一つのスタイルとして定着するものもある。一方で、衣服は着用者の美意識をそのままあらわすものであり、個性を示す手段ともなっている。着用する衣服は他者からの第一印象を決定づけるものであり、これを利用して他者に自らの望むイメージを印象づけることも行われる。この「流行への追随」と「個性の強調」は本質的に対立するが、どちらもファッションの根幹をなす重要な概念である。

## ファッションの歴史

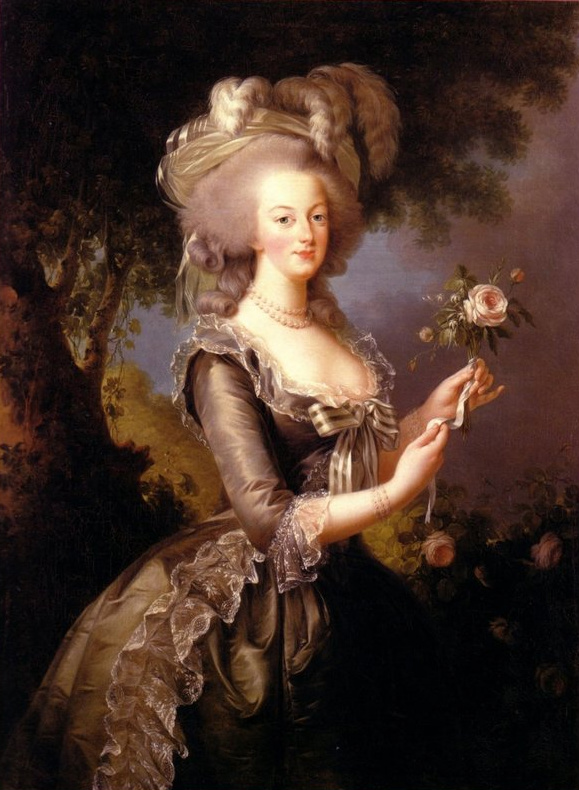
マリー・アントワネットはファッションリーダーであった

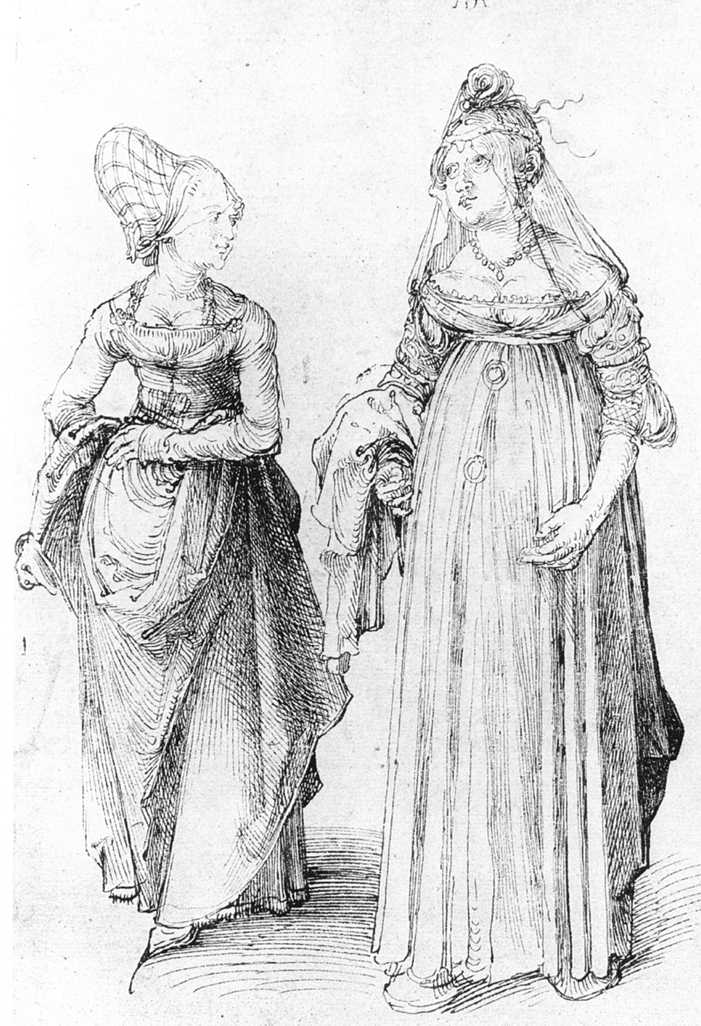
盛装したニュルンベルクの「ブルジョワ」女性（左）とヴェネツィア女性とを対比させたアルブレヒト・デューラーのドローイング。チョピン（底の厚い靴）がヴェネツィア女性の背を高く見せている。

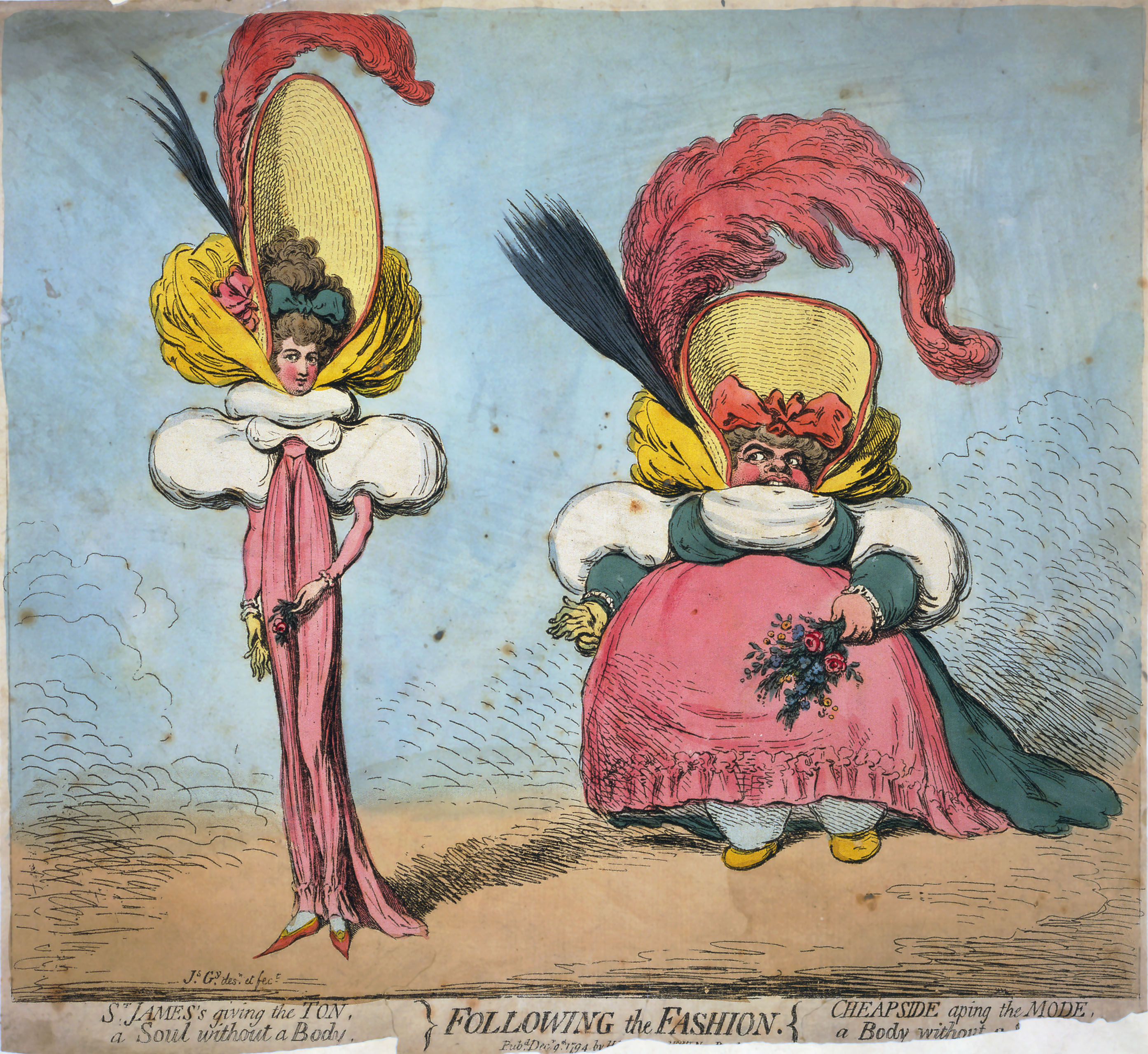
ジェームズ・ギルレイ「ファッションを追う」(1794)――当時流行だった短いボディスを着た富裕層の女性とそれを真似た下町の女性を風刺している

西洋の衣服（洋服）の歴史については、洋服の歴史を参照

### 古代
頻繁に変化するファッションという西洋の現象は概して古代には見られなかったし、他の大文明でも数十年前まではあまり類を見ないものであった。ペルシア・トルコ・日本・中国などへ旅した初期の西洋人旅行家たちは現地のファッションの変化のなさをしばしば報告したし、逆にそれらの他文化圏から西洋に来た観察者は西洋ファッションの目紛しいペースでの変化を西洋文化の不安定さと無秩序さの現れではないかと報告していた。日本の征夷大将軍の老中は1609年にスペイン人の来訪者に、日本の衣服は1000年以上もの間変化していないと語った。しかしながら、例えば中国の明では漢服に頻繁に変化するファッションが存在したとする注目に値する証拠がある。
古代ローマや中世イスラム帝国などでのように、経済・社会的な変革に伴って装いに変化が起こることはしばしばあるが、その後は長きに亘って大きな変化は起きなかった。例えば、ムーア人時代のスペインでは8世紀に、高名な音楽家Ziryabが出身地であるバグダードの風習と自身の創意により、季節と時間帯に応じた洗練された衣服スタイルをコルドバに導入した。同様のファッションの変化は11世紀の中東でも、進出してきたテュルクによって中央アジアと極東の衣服スタイルが導入されて起こった。

### 近代以前のヨーロッパ
ヨーロッパでスタイルが連続的・加速度的に変化してゆく慣習が始まったのは14世紀中頃であるとかなりはっきりしており、ジェームズ・レーヴァーやフェルナン・ブローデルなどの歴史家がこの時期を西洋の服飾ファッションの始まりとしている。これを示す最も劇的な変化は男性の上着が突然に大幅に短くタイトになったことで、ふくらはぎまであったものが辛うじて尻を覆うだけのものとなり、また同時に胸を大きく見せる詰め物もすることがあった。これによって西洋男性が仕立てた上着をレギンスまたはズボンの上に着るという概形が生み出された。
15世紀にはファッションの変化するペースは大きく加速し、男性・女性のファッション、特に衣服と髪型は、どちらも等しく複雑かつ移り変わるものとなった。このおかげで、美術史家は図像の年代を高い信頼度と精度で特定できるようになり、15世紀の図像の場合では5年単位での特定もしばしば可能となった。ファッションの変化はまずヨーロッパの上流階級全体が非常に似通った衣服のスタイルをしていたのを細分化させ、各国は独自のスタイルを発展させるようになり、17-18世紀にはそれに逆行して再び類似したスタイルを強いる動きが現れ、最終的にはフランスのアンシャンレジームのファッションが支配的となった。通常は富裕層がファッションを先導したが、近世ヨーロッパの富の増大によりブルジョワジーや農民までさえも流行を追うようになり、時としてはエリート階級が不快に感じる水準にまで至った――ブローデルはこれがファッションを変化させる主要な動機の1つと考えていた。
16世紀のドイツもしくはイタリアの紳士の肖像画が10枚あれば10個の全く違った帽子が描かれているであろう。この時期は国ごとの違いが最も顕著であり、これはアルブレヒト・デューラーが15世紀末にニュルンベルクとヴェネツィアのファッションを（実録または合成で）対比させた記録にも現れている（右図）。16世紀末の「スパニッシュ・スタイル」はヨーロッパの上流階級でのファッションの共時性への回帰の始まりとなり、17世紀中葉の葛藤の後、フランスのスタイルが決定的に指導的位置を占め、18世紀にはこの過程は完結した。
布地の色と模様は年を追って変化したが、紳士の外套の断ち方やベストの丈、淑女のドレスを裁断する時の型などの変化はよりゆっくりとしていた。男性のファッションは主に軍装から派生しており、西洋男性のシルエットの変化はヨーロッパ内の戦域で紳士将校たちが異国のスタイルを目にすることによって刺激を受けていた。「スティーンカーク」（Steinkirk）のクラヴァットもしくはネクタイがその一例である。

### 近代以後
1780年代には最新のパリのスタイルを伝えるフランスの版画出版の増加によりファッションの変化が加速した。ただし、17世紀には既に見本として着飾った人形がフランスから流通していたし、1620年代以降はアブラハム・ボスがファッション版画を制作していた。1800年までには、全ての西ヨーロッパ人たちは同じような装いをするようになっていた（か、少なくともしているつもりであった）。地域的なバリエーションはまずは地方文化の形跡、後には古風な田舎者の烙印と見做されるようになった。19世紀前半にはジョージ・ブライアン・ブランメルらによってダンディズムが確立し、以後の紳士服の祖型が形作られた。一方、紳士服においては既製服が富裕層を除いて広まりはじめた。1840年代にはイギリスにおいて紳士用の既製服市場が急拡大し、アメリカもそれに続いた。
仕立屋や裁縫師たちが多くの革新に関与してきたことは間違いないし、織物産業も確かに数多くの流行を先導したが、ファッションデザインの歴史が始まったとされるのは1858年、イギリス出身のシャルル・フレデリック・ウォルトが最初のオートクチュール店をパリに開いた日である。ウォルトはデザイナーによる季節ごとの新デザイン提案、ファッションモデルの起用とファッションショーの開催を行い、現代のファッションシステムの構築とプロのデザイナーの主導的地位をもたらした。1868年にはパリにおいてオートクチュール協会が設立された。
19世紀後半から20世紀前半にかけては、紳士服の変化が停滞したのに対し、婦人服は大きく変動した。19世紀までの婦人ファッションはコルセットなどで体を細く締め上げるものが主流であったが、1906年にポール・ポワレがコルセット不要のドレスを発表したことで流れは大きく変わった。ポワレはまた、新素材の開発や、衣服以外にも香水や服飾雑貨などの分野に進出し、積極的なプロモーション活動を行うことで市場を大きく広げた。第一次世界大戦下の総力戦体制によって婦人の社会参加が進んだことで、大戦後にはココ・シャネルらの活動的・機能的なファッションが支持を得て、コルセットは完全に消滅した。1940年にナチス・ドイツによるフランス占領が起きるとファッションの中心地であったパリは大打撃を受け、多くのオートクチュール店は閉店し、幾人かのデザイナーは国外へ移住したものの、オートクチュール組合は維持されており、戦後は再び復活し隆盛を迎えた。
ウォルト以来ファッションの中核は長らくオートクチュールが担ってきたが、1960年代に入ると高級既製服であるプレタポルテが登場し、1975年にパリ・プレタポルテコレクションがはじまるなど、オートクチュールに代わってファッションの中核となった。また1950年代から1960年代にかけて、ジーンズやミニスカートに代表されるストリートファッションが登場し、急速に台頭して一つの大きな潮流となった。ファッション産業の中心地は18世紀以降長きにわたってパリであったが、1970年代以降はオートクチュールが衰退するとともに、ミラノやニューヨークなどでメゾンの設立が相次ぎ、1976年にミラノ・コレクションがはじまるなど各地のコレクションが力を持つようになり、ミラノやニューヨークも中心地のひとつとなった。こうして1970年代後半には現在の4大コレクションが成立した。

## 現代のファッション産業

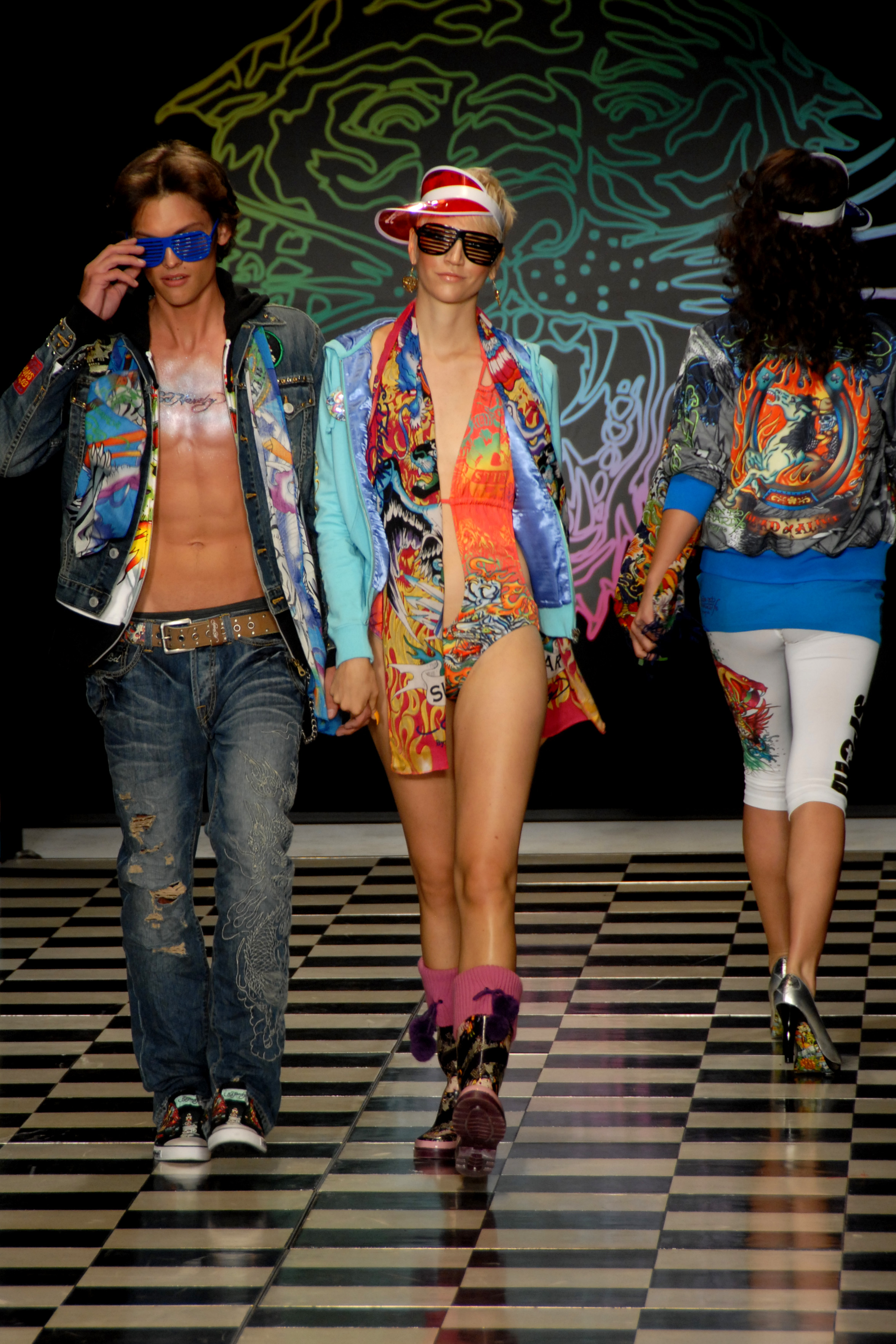
2008年、ロサンゼルスファッションウィークのランウェイショー

20世紀後半に入り、一般大衆の経済力が向上するに伴い、ファッションは上流階級が独占する小さな市場から大衆の参加する巨大市場へと変貌した。これによって、既製服を生産するアパレル産業がファッション産業への参入を行い、また価値観の多様化が起きてさまざまなファッションが併存するようになった。現代では、ファッションは大きな産業となっている。大小さまざまなブランドが次々に新しい様式の服飾を提案し、たえず流行を創出することで消費者の購買意欲を促進している。ファッションモデルによる華やかなファッションショーも行われ、成功したファッションデザイナーやモデルは名声と富を獲得し、関連製品の販売促進のためファッション写真、ファッション雑誌も盛んである。
ファッション・ジャーナリズムのみならず、一般のマスメディアがファッションにもたらす影響も大きなものである。広告やCMもさることながら、ある対象に対する人気そのものが流行を生み出し、広告などとの連携でその影響はさらに強まった。すでに1920年代から映画はファッションの流行にある程度の影響を与えていたが、1950年代に入ると影響は非常に大きなものになった。
特にファッションの都と呼ばれる世界的なファッションの中心地ではファッションウィークが開催され、デザイナーたちは観衆に新作の衣装コレクションを発表する。ロンドン・パリ・ミラノ・ニューヨークは多くの大ファッション企業やブランドの本拠地となっており、世界のファッションに多大な影響力を持っている。パリを中心としたファッションの世界では、「サンディカ」と呼ばれるパリの高級服専門の組合に所属している店の作る、特注のオートクチュールや、有名デザイナーがデザインする既製服であるプレタポルテのファッションショーが行われる。パリで1月と7月に開催されている「オートクチュール・コレクション」は、サンディカに所属するメンバーと、その他の少数のメゾンにしか発表が許されていないファッションショーである。オートクチュールおよびそのコレクションは長い歴史を持ち現在でも顧客を持つものの、顧客数は非常に少なくなっており主力は他部門へと移っている。またプレタポルテは、日本語で「コレクション」と呼ばれるファッションショーがあり、それぞれ年2回、2月から3月および9月から10月までの間に、ニューヨーク・コレクション、ロンドン・コレクション、ミラノ・コレクション、パリ・コレクションの順で開催されている。また、1985年にはじまった東京コレクションのように、4大コレクション以外のコレクションも世界各地で開催されている。こうしたハイファッションのほか、スポーツウェアやジーンズなどのカジュアルウェアもファッションの大きな部分を占めている。
90年代初頭、アート色の強い日常離れした服に対して、一般的に普段着として着られるような服、リアルクローズをデザインする動きが高まった。これは、それまでデザイナーが作ってきた流行ではなく、人間が着ているだろう服を想定し、より消費者に近いファッションの発信をしようとするものである。この動きは、2000年ごろからはファストファッションとも結びつき、「H&M」や「ZARA」などの世界的な衣料品チェーン企業が勃興している。一方、高級ブランドにおいては1980年代以降積極的な買収によって巨大企業化が進み、フランスのLVMH、スイスのリシュモン、フランスのケリングの3社が突出した大企業となっているものの、独立系のブランドも多く残存している。またこうしたブランド巨大企業は、衣服だけでなく宝飾や時計など高級品全般にまたがるコングロマリットを形成している。

### 日本
日本においては、1927年9月21日に、当時の銀座三越において日本国内初のファッションショーが開催された。これは着物のショーであり、一般からデザインを募ったファッションショーでもあった。
戦時中はもんぺが標準となっていたが、敗戦直後のGHQ進駐軍支配下には戦勝国アメリカのファッションの影響を受けたニュールックや更生服が流行した。
GHQ進駐軍の帰還後の1953年には、当時ヨーロッパで隆盛を極めたファッションデザイナーのクリスチャン・ディオールが来日し、海外ファッションの導入が始まった。当時の洋服は基本的に注文品で、オーダー服を基軸にしたオートクチュールだったが、日本国内では繊維不況のあおりを受け、そのような最新ファッションは大衆の手に入りにくいものとなっていた。1958年には、同じくピエール・カルダンが来日。量産のプレタポルテの時代の到来を告げる。当時、オーダー服と量産既製服の占める割合は7対3程度にまでなりつつあった。この後、1960年代以降から衣料の大量消費の時代が始まることになる。1975年頃よりニュートラが全国的に流行。これにより海外高級ブランドユーザーの大衆化（若年齢化）やセレクトショップのブーム、ファッション誌のモデル大量起用など、時代の転換点となった。
1980年代にはTBS及びフジテレビより辛口ピーコのファッションチェックのコーナーが登場して人気となったが、ピーコはその中でたびたび年齢相応のファッションをするべきだと主張していた。
2000年代に入ると高級ブランドが退潮の傾向を示す一方、海外のファストファッション企業が相次いで進出し低価格化が進んだ。

## ファッションメディア
ファッション・ジャーナリズムはファッションの重要な一部分である。編集者による批評や解説が雑誌、新聞、テレビ、ファッションサイト、SNS、ファッションブログなどで行われている。また、ブログなどを通じて世間に影響力を及ぼすブロガーを、インフルエンサーと呼ぶ。

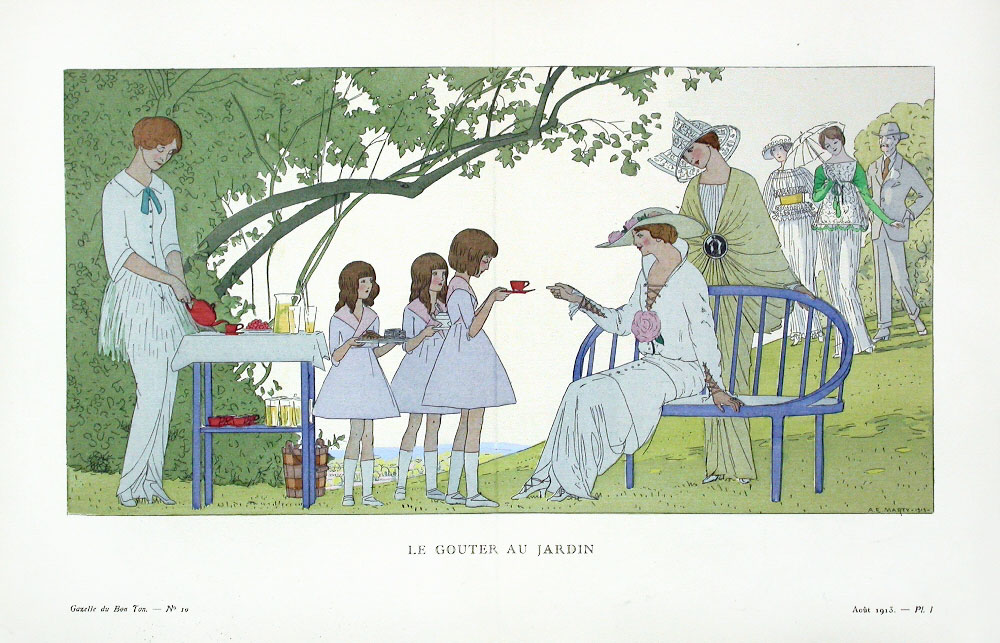
『ガゼット・デュ・ボン・トン』のファッション画(1913)

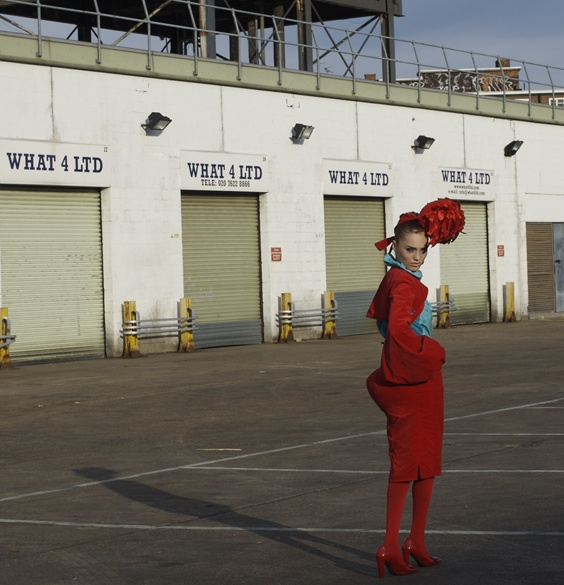
2006年のファッション写真

20世紀初頭から、ファッション雑誌は写真やイラストレーションを盛り込みはじめ以前よりも一層強い影響力を持つようになった。世界中の都市でこれらの雑誌は大人気となり、一般人の嗜好に深い影響を及ぼした。最新のファッションと美容の変化を伝える出版物のために才能あるイラストレーターたちが洗練されたファッション画を描いた。こうした雑誌のうちで最も有名なのはおそらく、リュシアン・ヴォージェルが1912年に創刊し、戦時中を除き1925年まで定期的に刊行された『ガゼット・デュ・ボン・トン』（『上品な雑誌』）であろう。
1892年にアメリカ合衆国で創刊された『ヴォーグ』は現れては消えていった無数のファッション雑誌の中で最も長続きし最も成功したもののひとつである。第二次世界大戦終結後の経済的繁栄と、そして何より、1960年代の安価なカラー印刷の出現によってヴォーグ誌は爆発的に部数を伸ばし、また主流の女性雑誌でもファッションを大きく取り上げるようになった。1990年代には男性雑誌もこれに続いた。オートクチュールのデザイナーはプレタポルテと香水を扱いはじめることでこの流れに乗り、これらは雑誌で大々的に宣伝され、現在では本来の服飾ビジネスを矮小化する結果となっている。
テレビでは1950年代にファッションの小特集が組まれるようになった。1960-70年代にはさまざまな娯楽番組でファッションのコーナーがより頻繁に流されるようになり、1980年代にはファッションテレビジョン、ファッション通信のようなファッション専門の番組も出現した。テレビや、近年のファッションブログなどのインターネットによる露出の増大をよそに、ファッション産業の視点からは出版物による露出は最も重要な広告形態であり続けている。
ファッション編集者のシャロン・マクレランはこう語っている――「ファッション界には、テレビ・雑誌・ブログが消費者に何を着るべきかを命令しているのだという誤解があります。しかし、ほとんどのトレンドはターゲット層を調査してからリリースされています。従って、あなたがメディアで目にするものは、人々の間で人気のあるアイデアを調査した結果なのです。本質的に、ファッションというのは人々がアイデアをキャッチボールする営みなのです、他のアート形式もみなそうであるように。」

## 知的財産権
ファッション産業では、映画産業や音楽産業でのようには知的財産権は施行されていない。他の誰かのデザインから「インスパイヤされる」という営為は、ファッション産業が衣服の流行を作り出す能力に貢献している。新しい流行を作り出すことで消費者に衣服を買うよう誘い込むことはこの産業の成功の鍵となる要素である。流行を作り出すプロセスを妨げる知的財産権は、この観点からは、非生産的なものとなる。その一方で、新しいアイデアや、ユニークなデザインや、デザインのディテールなどを大きな企業があからさまに剽窃するのは、数多くの小規模な独立したデザイン会社を破綻させている原因であるともしばしば議論される。デザイン性の高いファッションアイテムを安価で購入できるのは、消費者にとっては望ましいことのように思われるが、トレンド発信源であるデザイナーに十分な報酬が行き渡らなくなり、結果としてファッション業界が衰退してしまうという恐れがある。ニューヨーク州では米ファッションデザイナー協議会などが、ファストファッション企業の行為を差し止め、デザイン保護が認められるよう州政府に働きかけている。現在のファッション産業において、法とファッションの関連性が高まっている。
2005年に世界知的所有権機関（WIPO）は協議会を開き、中小企業を保護し、織物・服飾産業内での競争を促進させるためファッション業界での知的財産権のより厳密な施行を求めた。

## 日本のファッション関連の主な賞・コンクール
装苑賞
文化出版局（1957年～）「装苑」編集部装苑賞係
ファッション大賞（新人デザイナーファッション大賞）
株式会社オンワード樫山（1984年～2003年）
財団法人日本ファッション協会（2004年～）
有限責任中間法人日本ファッション・ウィーク推進機構新人デザイナーファッション大賞実行委員会（2006年～）
ファッション甲子園（全国高等学校ファッションデザイン選手権大会）
ファッション甲子園実行委員会（2001年～）
きもの作品コンテスト（対象：高校生以上の生徒・学生）
社団法人日本和裁士会（1990年～）
ファッションクリエーター新人賞国際コンクール
財団法人日本ファッション教育振興協会（2006年～）
毎日ファッション大賞
株式会社毎日新聞社（1983年～）
ベストドレッサー賞
社団法人日本メンズファッション協会（1972年～）
ベストジーニストアワード
日本ジーンズ協議会（1984年～）